# Tiquadra nucifraga
Tiquadra nucifraga är en fjärilsart som beskrevs av Edward Meyrick 1919. Tiquadra nucifraga ingår i släktet Tiquadra och familjen äkta malar.
Artens utbredningsområde är Colombia. Inga underarter finns listade i Catalogue of Life.